# 三硫代亚砷酸钠
三硫代亚砷酸钠是一种无机化合物，化学式为Na3AsS3，对水敏感。

## 制备
将硫化钠和三硫化二砷按3：1混合并加热至220℃，得到产物：
3 Na2S + As2S3 → 2 Na3AsS3

## 化学性质
Na3AsS3可以被多硫化物氧化为四硫代砷酸盐：
(x-1) Na3AsS3 + Na2Sx → (x-1) Na3AsS4 + Na2S